# Ctenophyllus tarasovi
Ctenophyllus tarasovi är en loppart som beskrevs av Scalon 1953. Ctenophyllus tarasovi ingår i släktet Ctenophyllus och familjen smågnagarloppor. Inga underarter finns listade i Catalogue of Life.